# Makandai
Makandai (ou Makanday, Markanday) est un village du Cameroun situé dans le département du Mayo-Tsanaga et la Région de l'Extrême-Nord, dans les monts Mandara, à proximité de la frontière avec le Nigeria. Il fait partie de la commune de Koza.

## Population
En 1966-1967, Makandai comptait 1 425 habitants, pour la plupart des Mafa.
Lors du recensement de 2005, il en comptait 3 553.

## Infrastructures
La localité dispose d'un marché hebdomadaire le vendredi.
Elle est dotée d'un établissement technique public de premier cycle (CETIC.